# Watinga
Watinga, également appelé Watenga, est une commune rurale située dans le département de Saponé de la province du Bazèga dans la région du Centre-Sud au Burkina Faso.

## Géographie
Le village de Watinga est situé à 2 km à l'Ouest de la route nationale 6 et à 3 km au Nord de Saponé.

## Santé et éducation
Le centre de soins le plus proche de Watinga est le centre médical de Saponé.